# Hotel Timor
O Hotel Timor é um hotel localizado no centro da capital do Timor-Leste, Díli ( Suco Colmera ), na Rua dos Mártires da Pátria.

## História
A construção do hotel, inicialmente chamado Mahkota, iniciou-se em 1972. Foi inaugurado em 1976 e permaneceu em funcionamento até setembro de 1999, quando foi incendiado pela milícia pró-Indonésia.  Antes do ocorrido ele foi um dos principais hotéis da capital timorense. 
Com a recuperação do território e a independência do Timor-Leste se aproximando, foi celebrado um acordo entre a Fundação Oriente e o Governo de Timor Leste para restaurar o Hotel Timor, as obras de reconstrução e restauração correram bem e foi suficientemente rápido para está pronto no dia 20 de maio de 2002 (o dia da independência timorense), os custos da restauração foram divididos entre a Fundação Oriente e o Governo do Timor-Leste. 
Atualmente o hotel tem dois andares  oitenta e oito quartos e suítes, um restaurante, um coffeebar, três salas de conferências e uma piscina, hoje assim como foi no passo é um dos principais hotéis da capital e um dos endereços mais procurado por turistas em Dili. 